# بالاسنگ (کلیبر)
بالاسنگ یکی از روستاهای استان آذربایجان شرقی است که در دهستان میشه‌پاره بخش مرکزی شهرستان کلیبر واقع شده‌است.
این روستا دارای چشمه ای است که در باور عامه دارای خاصیت دفع سنگ کلیه می باشد هر چند هیچ آزمایش علمی صحت این ادعا را تایید نکرده است.